# Корольов (град)
Вижте пояснителната страница за други значения на Корольов.
Корольов (на руски: Королёв) е град на областно подчинение в Московска област, Русия.

## География
Разположен е на 23 километра североизточно от столицата Москва. Дължината му от североизток на югозапад е около 15 км. На юг граничи с Националния парк „Лосини остров“. През града протича река Клязма (ляв приток на Ока), а също и рекички от Лосиния остров.
Населението на града е 187 811 души (1 януари 2014).

## История
Има сведения, че на територията на града са съществували поселения още през ХІІ век. Вилното селище Подлипки се формира в края на ХІХ век. Там от Петроград е преместен Оръдейният завод през 1918 г., наименуван приживе (1922) на съветския ръководител Михаил Калинин. Подлипки е обявено за работническо селище през 1928 г. с новото наименование Калининский. С указ № 1458/7 от 26 декември 1938 г. на Президиума на Върховния совет на РСФСР селище от градски тип Калининский е преобразувано в град Калининград. Той е преименуван на Корольов на 8 юли 1996 г. в чест на конструктора на ракетно-космически системи академик Сергей Корольов.
Близкият град Костино е присъединен към Калининград през 1960 г. Военното градче е отделено от състава на Калининград в закрит град Юбилейний (Юбилейный) през 1992 г. и е присъединено обратно към Корольов през 2014 г. Селищата от градски тип Болшево, Первомайский и Текстилщик (Текстильщик) са включени в състава на града през 2003 г.

## Други
Корольов е сред най-големите научно-производствени центрове на Московска област. От център за развитие на артилерията в довоенните години през 1950-те години постепенно се превръща в база на ракетната и космическата наука и производство – създават се научноизследователски институти, конструкторски бюра, заводи. Днес най-известните от тях са:
- Централен научноизследователски институт по машиностроене (с Центъра за управление на полети),
- Научноизследователски институт по космически системи,
- Конструкторско бюро по химическо машиностроене,
- Ракетно-космическа корпорация „Енергия“,
- Корпорация „Тактическо ракетно въоръжение“ и др.

В града функционират Финансово-технологическа академия на Московска област, факултет и 2 филиала на висши училища, 2 учебни института.

## Личности
В края на XIX – началото на ХХ век районът е място за елитни дачи и много известни личности, като Константин Станиславски, Антон Чехов, Валерий Брюсов, Борис Пастернак, Анна Ахматова, Исак Левитан, Павел Третяков, Марина Цветаева и Владимир Ленин, живеят тук.

## Побратимени градове
Корольов е побратимен със следните градове:
- Жуковский, Русия
- Москва, Русия
- Химки, Русия
- Байконур, Казахстан